# Políptico da Capela do Salvador

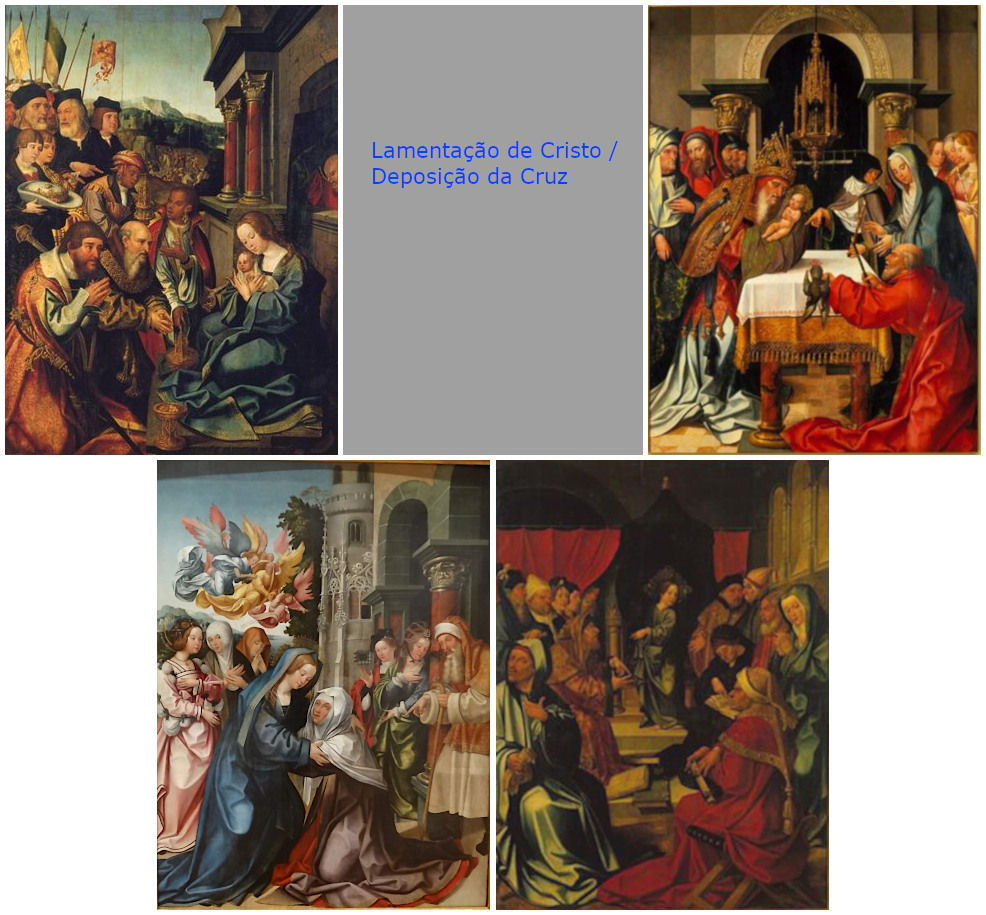
Reconstituição do Políptico da Capela do Salvador (1520 - 1525), de Gregório Lopes e Jorge Leal, colocado inicialmente no Convento de São Francisco da Cidade e de que quatro painéis estão actualmente no MNAA, em Lisboa.

O Políptico da Capela do Salvador, ou Retábulo de São Bento,  é um políptico de pinturas a óleo sobre madeira criado no período de 1520 a 1525, tratando-se provavelmente de obra colectiva com participação proeminente dos artistas portugueses do Renascimento Gregório Lopes  e Jorge Leal. Integrou inicialmente o Retábulo da Capela do Salvador no Convento de São Francisco da Cidade, em Lisboa, estando os quatro painéis sobreviventes actualmente no Museu Nacional de Arte Antiga de Lisboa.
O Políptico da Capela do Salvador era composto por cinco painéis, havendo um painel central, a Deposição da Cruz ou Lamentação de Cristo, de que se desconhece o paradeiro, que era ladeado pelos quatro painéis que chegaram até ao presente e que são: a Visitação, a Adoração dos Reis Magos, a Apresentação do Menino no Templo e o Menino Jesus entre os Doutores, conforme reconstituição ao lado.
No século XVII, os painéis do Políptico da Capela do Salvador transitaram da Capela do Salvador no Convento de São Francisco da Cidade para a Capela de Nossa Senhora dos Prazeres no Mosteiro de São Bento da Saúde (o actual Palácio de S. Bento onde funciona a Assembleia da República Portuguesa), passando desde então a ser conhecido como Retábulo de São Bento. Mais tarde, com a extinção da ordens religiosas em 1834, foi transferido para a Academia Real de Belas Artes de onde, finalmente, passou para o MNAA.
Reinaldo dos Santos encontrou num Livro de Notas do Mosteiro de São Bento da Saúde um recibo de pagamento a Gregório Lopes datado de 1520, e Vitorino Magalhães Godinho havia encontrado um documento de 1525 segundo o qual os pintores Jorge Leal e Gregório Lopes tinham acabado de pintar o Políptico da Capela do Salvador do Mosteiro de São Francisco, trabalho que iria ser avaliado pelo pintor régio Jorge Afonso e pelo pintor Antão Leitão. Conjugando as datas destes dois documentos é possível delimitar a data de execução do Políptico.

## Descrição
Apresenta-se a seguir a descrição dos quatro painéis conhecidos do Políptico da Capela do Salvador, seguindo uma lógica narrativa.

### Visitação

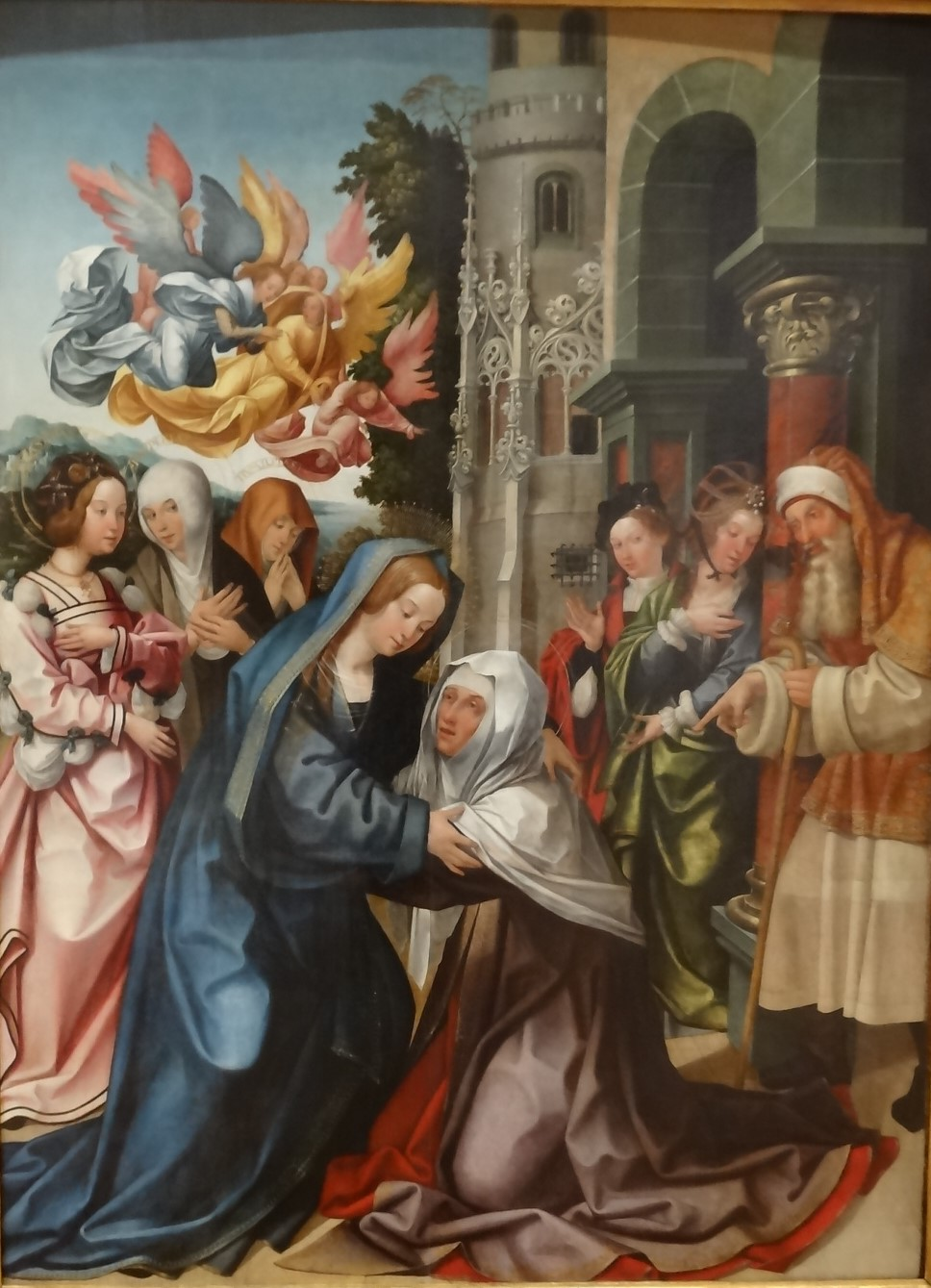
Visitação (c. 1520 - 1525), de Gregório Lopes e Jorge Leal, painel que fazia parte do Políptico da Capela do Salvador proveniente do Convento de São Francisco da Cidade e actualmente no MNAA, em Lisboa.

Trata-se de um dos cinco painéis do Políptico da Capela do Salvador, tendo de altura 181 cm e 133 cm de largura e representa o episódio bíblico da Visitação.
No centro da composição está Isabel ajoelhada para saudar Maria que se inclina para a erguer. Atrás de Maria, do lado esquerdo, surgem três figuras femininas que simbolizam, como se pode ler nas inscrições das auréolas, a Castidade, a Pobreza e a Humildade. Do lado direito estão Zacarias, marido de Isabel, à entrada da sua casa, e duas outras mulheres. No céu de um azul luminoso está um grupo de seis anjos.
O enquadramento da cena é formado por um edifício clássico composto de colunas, arcos e uma torre revestida com uma delicada decoração gótico-flamejante, e por um apontamento paisagístico lateral ao edifício.
Particularmente interessante é o jogo das linhas de força que estruturam a composição, definido no primeiro plano pelo triângulo formado por Maria e Isabel, e pela diagonal descendente formada pelos anjos. Também a posição das mãos dos restantes personagens, todos com gestos diferenciados, repetem os principais elementos geométricos. Assim, a figura feminina em último plano coloca as mãos em sinal de oração, o que tem paralelo com o triângulo das duas figuras centrais. Tal como os anjos, Zacarias e a Castidade apontam ou sugerem uma linha diagonal em direcção ao grupo principal. Por fim, o movimento circular das mãos da Humildade e da personagem colocada ao lado de Zacarias tem paralelo com o circulo formado pelos braços e rostos de Maria e de Isabel.

### Adoração dos Reis Magos

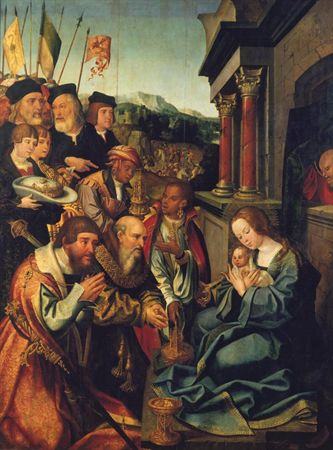
Adoração dos Reis Magos (1520-1525), de Gregório Lopes e Jorge Leal, proveniente do Convento de São Francisco da Cidade e actualmente no MNAA.

Trata-se de um dos cinco painéis do Políptico da Capela do Salvador tendo de altura 176,5 cm e 133 cm de largura e representa o episódio bíblico da Adoração dos Reis Magos.
A Sagrada Família encontra-se do lado direito da composição e os restantes personagens do lado oposto, sendo ainda o painel dividido por uma acentuada diagonal.
A Virgem Maria segura nos braços com atitude protectora o Menino Jesus estando sentada à entrada de um edifício cuja frontaria se encontra ornada com colunas de mármore vermelho, não ostentando assim o aspecto habitual de edifício em ruína. Atrás, olhando em frente está São José que afasta uma cortina em brocado de tons verdes com motivos geométricos e vegetais. A Virgem Maria envolta num manto azul com bordadura dourada está em cima de um estrado, ou lage, cujo lado da frente marca a linha central da composição. A seus pés estão colocadas duas taças douradas de oferendas trazidas pelos Reis Magos, enquanto a terceira está ainda nas mãos de um pajem que a está a entregar a Baltazar.
Por detrás dos três Reis Magos estão os seus pajens e a seguir três personagens masculinos que envergam vestes negras, os quais têm atrás um acompanhamento de soldados empunhando lanças e bandeiras. Em fundo vê-se um cortejo de gente a pé ou a cavalo que, por um caminho inserido numa paisagem rochosa pontuada por algumas edificações, se dirige para o nascimento de Jesus.
Com grande realismo fisionómico, as duas figuras vestidas de escuro com cabelo e barba grisalha foram identificadas com os dadores da obra, podendo também tratar-se de auto-retratos dos autores Gregório Lopes e Jorge Leal e o mais jovem ser Cristóvão Lopes, filho e seguidor na profissão de Gregório Lopes. 
As vestes e barretes escuros destes personagens realçam a riqueza de colorido da restante cena, sendo também de sublinhar a expressividade do seu rosto. A pintura revela minúcia no tratamento dos pormenores e um gosto pela exaltação do luxo e da caricatura, características do estilo gótico internacional.
Numa posição pessoal até agora não seguida por outros estudiosos, José dos Santos Carvalho propõe que a figura do Rei Mago em primeiro plano, o mais à esquerda na pintura, seja um retrato do próprio rei D. Manuel I, e que a figura da Virgem Maria é um retrato da rainha D. Leonor, propondo ainda que outras figuras sejam retratos de outros membros da corte. Há quem considere a mais objectiva representação deste monarca a escultura no portal ocidental do Mosteiro dos Jerónimos (para comparação veja-se imagem no Commons).
Já para Vítor Serrão, a Adoração dos Magos é seguramente a pintura mais notável deste Políptico pelo requinte palaciano da composição triangular, repleta de pormenores, com figuras de traje aristocrático contemporâneo do pintor, pela notabilíssima riqueza de cromatismo, a pompa das armas, adereços e peças de ourivesaria, e o realismo surpreendente de certas cabeças de execução superior, caso dos dois presumíveis doadores de vestes escuras em plano recuado integrados no séquito dos Reis Magos.
Conclui Serrão que estamos de facto perante uma das primeiras obras em que Gregório Lopes participou e a sua maneira cortesã encontra-se já em certos pormenores como com clareza sucede na figura da Virgem Maria com o rosto ovalado, no maneirismo dos dedos, na agitação dos tecidos de formas elípticas, e mesmo em certas preferências cromáticas, presentes nesta estupenda pintura. Quanto ao outro interveniente no Políptico, o menos conhecido Jorge Leal, a carência de elementos seguros impede que por agora o seu estilo possa ser individualizado, muito embora a alta qualidade desta série faça crer num mestre de sólidos recursos, que evoluiu também na oficina de Jorge Afonso.

### Apresentação do Menino no Templo

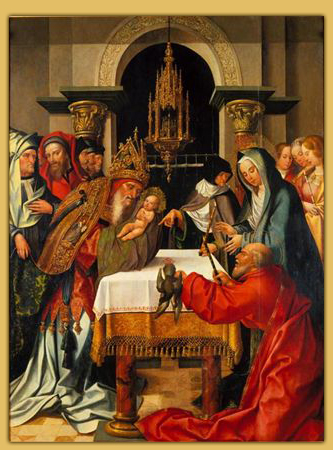
Apresentação do Menino no Templo (1520-1525), de Gregório Lopes e Jorge Leal, proveniente do Convento de São Francisco da Cidade e actualmente no MNAA.

Trata-se de um dos cinco painéis do Políptico da Capela do Salvador tendo de altura 173 cm e 129,5 cm de largura e representa o episódio bíblico da Apresentação de Jesus no Templo narrado no Evangelho segundo São Lucas (Lucas 2:22–40).
Em segundo plano, a Virgem Maria com um manto azul, tendo a seu lado de joelhos São José  que oferece as duas rolas/pombas do rito judaico da Apresentação, já entregou o Menino Jesus nos braços de Simeão. Este segura o Menino com as mãos veladas em sinal de respeito e reverência e, apesar de não ser sumo-sacerdote, ostenta mitra e um pluvial que é sustentado por um dos cinco homens que se situam atrás dele. Na esquina da mesa está a profetisa Ana a apontar Jesus para um grupo de três figuras femininas que completam a cena.
A cena está simetricamente enquadrada quer pela mesa/altar, em primeiro plano, colocada ao centro, quer, em fundo, por um arco suportado por duas colunas, equidistante de ambos os lados do quadro, e ainda do candeeiro rica e finamente lavrado em forma de Custódia de Belém dependurado do tecto no meio do arco e a apontar ao centro da mesa/altar. A linha central do quadro é definida pelo candeeiro que pende sobre o altar e em simultâneo sobre a mão indicadora da profetisa e a oferenda sacrificial dada por S. José. A mesa/altar de mármore coberta por uma colcha com franja tendo por cima uma toalha branca delicadamente debruada de motivos vegetais, é suportada por colunas similares às do edifício da Adoração dos Magos.

### Menino Jesus entre os Doutores

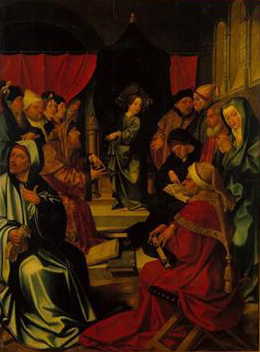
Menino Jesus entre os Doutores (1520-1525), de Gregório Lopes e Jorge Leal, proveniente do Convento de São Francisco da Cidade e actualmente no MNAA.

Trata-se de um dos cinco painéis do Políptico da Capela do Salvador tendo de altura 178 cm e 133 cm de largura e representa o episódio bíblico de Jesus entre os Doutores relatado no Evangelho de Lucas (Lucas 2:42–51).
O episódio, o último do ciclo da infância de Jesus, acontece quando, aos doze anos, acompanhou os pais a Jerusalém na festa da Páscoa. Jesus entrou no Templo, e entre os sábios rabínicos declarou que tinha chegado o Messias, tal como tinha sido anunciado por Isaías. E, segundo Lucas, «Todos os que o ouviam, muito se admiravam da sua inteligência e das suas respostas».
Jesus está no centro da composição, de pé, em frente a uma cadeira coberta por um dossel circular no cimo de uma escadaria. De ambos os lados estão os sábios rabínicos, e também a Virgem Maria (do lado direito com manto azul) e São José, e até um espectador que ao fundo espreita pela cortina que separa a área do templo onde decorre a cena da que lhe é contígua. De realçar a variedade de formas como é transmitida a admiração e a incredulidade dos Sábios. Um deles vestido de negro com óculos consulta um livro acompanhando a leitura com o dedo, outros falam entre si (como no grupo do lado esquerdo), outro argumenta com Jesus enumerando com os dedos das mãos os seus pontos de vista, e há os que o escutam atentamente.